# 天主教聖弗盧爾教區
天主教聖弗盧爾教區（拉丁語：Dioecesis Sancti Flori）是法國一個羅馬天主教教區，屬克萊蒙總教區。
教區成立於1317年7月9日，位於康塔爾省，2010年有教友137,300人（佔轄區總人口87.5%）、161個堂區、八十五名司鐸。現任教區主教為布魯諾·布呂阿。